# 마쓰야마촌 (오카야마현)
마쓰야마촌(松山村)은 오카야마현 조보군에 있던 지자체이다. 현재의 다카하시시에 해당한다. 

## 역사
- 1889년 6월 1일 - 정촌제 시행에 의해 조보군 마쓰야마촌이 성립하였다.
- 1929년 2월 11일 - 다카하시정 (초대)과 합병해 새롭게 다카하시정이 성립, 오아자 마쓰야마가 되었다.

## 교통

### 철도
- 철도성
  - 하쿠비선